# José Augusto Martins Fernandes Pedreira
José Augusto Martins Fernandes Pedreira (Gondomil, Valença, 10 de abril de 1935 - Braga, 14 de outubro de 2020) foi um bispo católico português da Diocese de Viana do Castelo de 1997 a 2010.

## Biografia
Foi ordenado sacerdote a 12 de Julho de 1959 e posteriormente foi nomeado bispo-auxiliar do Porto a 28 de Dezembro de 1982, com o título de bispo-titular de Elvas. A ordenação episcopal decorreu a 19 de Março de 1983, tendo como principal consagrante D. Armindo Lopes Coelho, na altura recentemente nomeado bispo de Viana do Castelo, e como co-sagrantes, D. Eurico Dias Nogueira, arcebispo de Braga e D. Júlio Tavares Rebimbas, arcebispo do Porto.
A 29 de Outubro de 1997 foi nomeado bispo de Viana do Castelo, cargo onde se manteve até ao seu pedido de resignação e consequente nomeação de D. Anacleto Cordeiro Gonçalves de Oliveira.